# Dietherr von Anwanden
Die Dietherr von Anwanden waren eine der gerichtsfähigen Familien, die den sogenannten Zweiten Stand der Freien Reichsstadt Nürnberg stellten – erstmals urkundlich erwähnt im Jahr 1431. Erst ab 1730 gerichtsfähig, schafften sie es nicht mehr, in das Patriziat kooptiert zu werden.

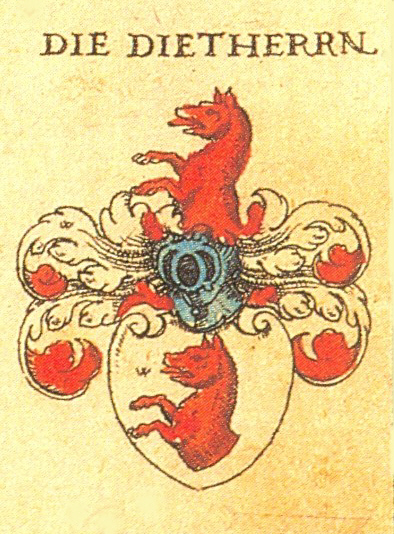
Das Wappen der Dietherr

## Geschichte
Die Herkunft der Dietherr ist nicht geklärt. Es ist wahrscheinlich, dass sie, wie viele Nürnberger Familien, aus der hochmittelalterlichen Ministerialität stammten. 1431 wurde der erste Vertreter des Geschlechts urkundlich in Nürnberg erwähnt. Hier gehörten sie früh zu den Geschlechtern der Erbarkeit, konnten Ämter besetzen, die sonst nur durch Ratsfähigkeit zu erlangen waren und wurden ab 1509 wiederholt in den Größeren Rat gewählt. Der Zugang zum Inneren Rat war ihnen verwehrt, obwohl sie bereits im 16. Jahrhundert, unter anderem, eheliche Verbindungen mit den Patrizierfamilien Schlüsselfelder und Tucher eingingen.
1517 wurde der Goldschmiedemeister Jörg Dietherr Münzmeister im Reichsstädtischen Münzamt. Das Amt hatten die Dietherr über vier Generationen bis 1610 inne und übten es als festbesoldete Betriebsleiter der Münze aus. Sie arbeiteten im Auftrag anderer, aber auch als freie Unternehmer. Zur Rohstoffversorgung engagierten sich die Dietherr im Fernhandel als Edelmetallhändler und Montanunternehmer in den Silberrevieren Annaberg im Erzgebirge und in Siebenbürgen.
Vor 1577 erwarben sie Anwanden bei Roßtal, errichteten (wahrscheinlich 1550) das Schloss und nannten sich fortan Dietherr von Anwanden. Ludwig Dietherr von Anwanden erwarb 1630 Schwaig und gründete die Schwaiger Linie, die schon 1709 erlosch. 1730 wurden die Dietherr gerichtsfähig und 1813 dem einfachen bayerischen Adel immatrikuliert. Bereits kurz darauf, im Jahr 1819, sind sie im Mannesstamm ausgestorben.

## Ehemalige Besitzungen (Auszug)
- 1513–1709 der Dietherrsche Herrensitz in Erlenstegen
- 1577–1615 (ca.) das Schloss Anwanden zwischen Roßtal und Zirndorf
- 1577–? Grundbesitz in Anwanden und Roßtal
- ?–1770 die Pulvermühle Oberveilhof (1770 explodiert, der Besitzer ist umgekommen)
- 1630–1709 die Ortschaft und Schloss Schwaig

## Familienmitglieder
- Christoph Ludwig Dietherr von Anwanden (1619–1687), Nürnberger Stadtadvokat, Mitglied des Großen Rats. Er gab das Werk: Thesaurus practicus von Christoph Besold heraus und ergänzte es. Unter dem Titel Otium Actuosum Quinquennale, Continens Supplementum Speidelianum, Sive Rari-Chari-Thecium ließ er und Endter 1686 ein gleichartiges Werk folgen.

## Wappen
In Silber ein oberhalber roter Wolf